# Eupithecia seditiosa
Eupithecia seditiosa là một loài bướm đêm trong họ Geometridae.